# Ḩoseynakī
Ḩoseynakī (persiska: حسينكی) är en ort i Iran.   Den ligger i provinsen Bushehr, i den centrala delen av landet, 700 km söder om huvudstaden Teheran. Ḩoseynakī ligger 12 meter över havet och antalet invånare är 504.
Terrängen runt Ḩoseynakī är platt. Runt Ḩoseynakī är det ganska glesbefolkat, med 40 invånare per kvadratkilometer. Närmaste större samhälle är Choghādak, 13,6 km söder om Ḩoseynakī. Trakten runt Ḩoseynakī är ofruktbar med lite eller ingen växtlighet.